# Ligne de Blesme - Haussignémont à Chaumont
La ligne de Blesme - Haussignémont à Chaumont est une ligne ferroviaire française à écartement standard et à double voie située dans le département de la Haute-Marne.
Elle constitue la ligne 020 000 du réseau ferré national.

## Historique
Cette ligne a été concédée à MM Eugène et Alfred de Vandeul, Jean-Marie de Grimaldi, Josiah Wilkinson, Georges Burge, Georges Hennet et James Rhodes comme ligne de Blesmes à Saint-Dizier et à Gray par le décret du 26 mars 1852. Le tracé spécifié dans le cahier des charges passait par Saint-Dizier, Joinville, Chaumont et Langres. Les concessionnaires ont fondé la Compagnie du chemin de fer de Blesme et Saint-Dizier à Gray autorisée par le décret du 23 juin 1852. Le 17 août 1853, la concession est transférée à la Compagnie du chemin de fer de Paris à Strasbourg. Cette compagnie a pris le nom de Compagnie des chemins de fer de l'Est le 21 janvier 1854.
Après la section de Blesme-Haussignémont à Saint-Dizier (ouverte le 25 février 1854),  la Compagnie des chemins de fer de l'Est a ouvert  à la circulation la section de Saint-Dizier à Donjeux, le 17 juillet 1855. La section suivante de Donjeux à Chaumont a été ouverte le 25 avril 1857.
Le 1er janvier 1938, à la suite de la nationalisation des grandes compagnies, la ligne devient la propriété de la Société nationale des chemins de fer français (SNCF) jusqu'au 1er janvier 1997 où elle est transférée à Réseau ferré de France (RFF) puis à SNCF Réseau.

## Description de la ligne

### Infrastructure
La section de Blesme - Haussignémont à Saint-Dizier a été électrifiée en 25 kV - 50 Hz (mise sous tension le 27 septembre 1961).
La totalité de la ligne est limitée à 120km/h.

## Exploitation et trafic
La ligne est parcourue de bout en bout par la ligne C06 Reims ↔ Dijon du réseau TER Grand Est, et la section entre Blesmes et Saint-Dizier est empruntée par certains trains de la ligne C02 Paris ↔ Strasbourg/Saint-Dizier.
La desserte a été remaniée en décembre 2019 : l'offre entre Saint-Dizier et Chaumont a légèrement augmenté pour s'établir, les jours ouvrés dans le sens Chaumont → Saint-Dizier, à :
- 9 allers dont 3 omnibus, 5 amorcés à Culmont-Chalindrey, 1 amorcé à Dijon, 8 prolongés à Reims ;
- 8 retours dont 4 omnibus, 7 amorcés à Reims, 3 prolongés à Culmont-Chalindrey, 1 prolongé à Dijon.

A cette occasion, les gares de Joinville et Froncles ont vu leur desserte systématisée, tandis que d'autres (Eurville, Bayard, Fronville, Gudmont, Vraincourt-Viéville) ont vu leur desserte abandonnée (reprise par des autocars).
A ces trajets s'ajoutent 6 allers-retours Saint-Dizier ↔ Paris via la ligne de Paris-Est à Strasbourg-Ville, et un aller et deux retours Saint Dizier → Reims,.
La ligne est ponctuellement utilisée comme itinéraire de substitution à la ligne de Paris-Est à Mulhouse-Ville. Elle fut autrefois parcourue par des trains Intercités reliant Reims à Lyon-Part-Dieu et des trains de nuit reliant Reims à Nice.